# Os Dois Ladrões
Os Dois Ladrões é um filme brasileiro de 1960 do gênero comédia, dirigido por Carlos Manga e escrito por José Rodrigues Cajado Filho. Produzido pela Atlântida Cinematográfica, foi o filme de estréia, no cinema, da atriz Eva Todor.

## Elenco principal
- Oscarito...Jonjoca
- Cyl Farney...Mão Leve
- Eva Todor...Madame Gaby
- Jaime Costa...Panarício
- Ema D'Ávila...Madame Fortuna
- Jaime Moreira Filho...Gregório
- Irma Álvarez...Leninha
- Lenita Clever...Teresa
- Sérgio Roberto...Roberto

## Sinopse
Jonjoca (Oscarito) e Mão Leve (Cyl Farney) são ladrões a lá Robin Hood (tomam dos ricos para dar aos pobres). A trama se desenrola após Mão Leve descobrir que uma de suas vítimas é tia da noiva de seu irmão, Roberto (Sergio Roberto). Arrependidos, a dupla faz estripulias (termo figurado de grande confusão, bulício, tropel) para devolver as joias roubadas, que agora estão em poder de um perigoso receptador.